# Appertmadagaskarsänger
Der Appertmadagaskarsänger (Xanthomixis apperti, Synonyme: Berniera apperti, Phyllastrephus apperti), früher als Appertbülbül bezeichnet, ist eine Singvogelart aus der Familie der Madagaskarsänger (Bernieridae). Er wurde 1972 von Peter Colston als Phyllastrephus apperti beschrieben und in die Familie der Bülbüls (Pycnonotidae) gestellt. Nach 2010 erfolgte die Eingliederung in die Familie Bernieridae. Das Artepitheton ehrt den Schweizer Missionar und Naturforscher Otto Appert (1930–2012).

## Merkmale
Der Appertmadagaskarsänger erreicht eine Körperlänge von 15 cm und ein Gewicht von 11 bis 17 g. Der Körper ist klein und schlank, das Gefieder ist deutlich gemustert. Der schmale Schnabel hat einen mittig leicht angehobenen Unterkiefer. Der Scheitel und der Hals sind blaugrau. Die Oberseite, einschließlich des Schwanzes, ist grünlich olivgrau. Die Flügel sind etwas dunkler. An den Rändern der Schwungfedern befinden sich schmale hellgelbe Fransen. Der bräunlich-weiße bis hellgraue Überaugenstreif ist vor dem Auge gut ausgeprägt und dahinter undeutlich. Der graue Augenstreif ist dunkel auf den Zügeln, hinter dem Auge heller und weniger ausgeprägt. Die Ohrdecken sind blaugrau. Der Augenring ist oberhalb und unterhalb des Auges hell weißlich-grau, vor und hinter dem Auge dunkelgrau und mit dem Augenbrauenbogen, dem Augenstreif und den hellgrauen Wangen verschmelzend. Der Kinn-, Kehl- und Wangenbereich sind weiß. Die Unterseite leuchtend gelb, am hellsten an den Flanken. Die Bauchmitte ist weißlich. Die Iris ist dunkelbraun. Der Schnabel ist basal schmutzig hellrosa. Der größte Teil des Oberschnabels ist dunkel. Das distale Dritte des Unterschnabels ist manchmal auch dunkel. Die Beine sind hell hornfarben oder hell rötlich. 
Die Geschlechter ähneln sich, wobei die Weibchen im Durchschnitt kleiner als die Männchen sind. Die Jungvögel sind unbeschrieben.

## Verbreitung

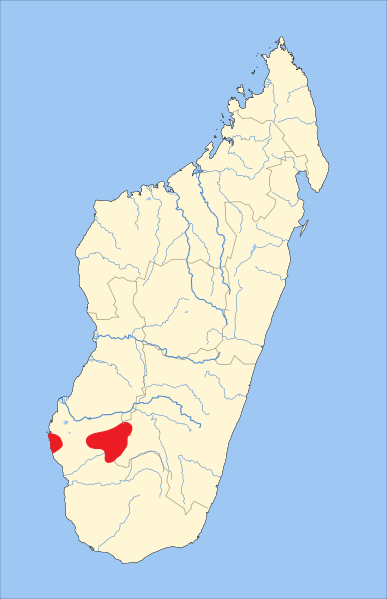
Verbreitungskarte des Appertmadagaskarsängers

Der Appertmadagaskarsänger kommt im Nationalpark Zombitse-Vohibasia, im Forêt d’Analavelona und in der Salary Bay im Südwesten Madagaskars vor. 

## Lebensraum
Der Appertmadagaskarsänger bewohnt Laubwald in 600 bis 800 m Höhe und ein Areal mit altem immergrünem Wald auf einem isolierten Massiv in 900 bis 1330 m Höhe.

## Nahrungsverhalten
Seine Nahrung besteht überwiegen aus Gliederfüßern. Er bildet Gruppen von zwei bis acht Individuen, ist gelegentlich aber auch einzeln oder manchmal auch in gemischten Schwärmen mit dem Gmelinmadagaskarsänger (Bernieria madagascariensis) anzutreffen. Er bewegt sich im niedrigen, dichten Unterholz, selten über 1 m; läuft oft auf dem Boden, mit hängenden Flügeln und sammelt Insekten von Blättern, Zweigen und Laubstreu. Bei Störungen hockt er im niedrigen Gebüsch. Berichten zufolge steigt er auch bis zu 5 m die Lianen empor, wo er sich festklammert.

## Status
Die IUCN Red List klassifiziert den Appertmadagaskarsänger in der Kategorie „gefährdet“ (vulnerable). Er hat ein eingeschränktes Verbreitungsgebiet, das die Endemic Bird Area (EBA) West Malagasy Dry Forests umfasst. Die Population innerhalb des kleinen Verbreitungsgebiets wird auf weniger als 2500 Individuen geschätzt. Ein kleines Areal befindet sich im Nationalpark Zombitse-Vohibasia, und, ungefähr 50 km westlich davon, im ungeschützten Forêt d’Analavelona. Die Wälder von Zombitse und Vohibasia waren vor allem durch die Abholzung für den Maisanbau und die Holzkohleproduktion bedroht. Nach den Schutzbemühungen, einschließlich der Einrichtung des Nationalparks, wurde seit einigen Jahren keine weitere Abholzung mehr vorgenommen. Der Forêt d’Analavelona steht nicht unter Naturschutz, ist aber relativ isoliert und die Abholzung gilt nicht als unmittelbare Bedrohung.